# Arronches
Arronches là một huyện thuộc tỉnh Portalegre, Bồ Đào Nha. Huyện này có diện tích 315 km², dân số thời điểm năm 2001 là 3389 người.